# Mike Hentz
Mike Hentz (Mike Andrew Hentz, * 2. Juli 1954 in New Jersey) ist ein internationaler Maler, Grafiker, Fotograf, Musiker, Performancekünstler und Videokünstler. Er unterrichtete an verschiedenen Kunstschulen und befasst sich hauptsächlich mit medialer Kunst.

## Biografie
Mike Hentz wuchs als Sohn eines Ingenieurs und einer Dolmetscherin in den USA, Italien, der Schweiz und in Österreich auf. Er ist Schweizer und US-amerikanischer Staatsbürger. Hentz erhielt klassischen Unterricht an der Violine, besuchte in Lausanne eine Hotelfachschule und wurde am Musiktheater in Paris ausgebildet. In den späten 70er Jahren zog Hentz nach Nordrhein-Westfalen, betätigte sich als Situations- und Aktionskünstler und schloss sich in Düsseldorf zuerst der Musiktheater-Performancegruppe padlt noidlt (mit Michael Jansen, Frank Köllges, Andreas Brüning, später Xaõ Seffcheque) an. Danach gründete er die Performancegruppe Minus Delta t mit.
Zwischendurch lebte Hentz in Zürich und lehrte dort seit 1977 regelmäßig an der F+F Schule für Kunst und Design. Er war an der Organisation des 3.„Padlt Noidlt“-Festivals in Graz beteiligt. Er an der Hochschule für bildende Künste Hamburg als Gastprofessor 1980 und 1981 (in Vertretung für Sigmar Polke) sowie als ordentlicher Professor von 1989 bis 1997. Er war Schauspieler am Frankfurter Opernhaus und nahm mit „Minus Delta t“ das Album Death Opera auf.
1980 war er Mitbegründer von „Frigo“ und „Radio Bellevue“, 1989 von „European Media Art Lab“. 1988 realisierte Hentz eine Ausgabe des Videokunst-Magazins Infermental. Er verwirklichte in den 1990er Jahren mit Van Gogh TV das Projekt „Piazza Virtuale“ und mit „Universcity TV“ zahlreiche interaktive Fernsehveranstaltungen via Kabel oder Satellit. Hentz erweiterte zudem seinen Wirkungskreis in die osteuropäischen Länder, wo er am Institut für Kunst und Technologie in Moskau und an der Universität in Riga unterrichtete und sich in Warschau, in Zusammenarbeit mit dem polnischen Fernsehen, mit der Gestaltung und der Verbreitung von medialer Kunst befasste.
Von 2003 bis 2008 lehrte Hentz an der Kunstakademie Stuttgart, Intermediales Gestalten.  An der RISEBA Universität für Wirtschaft, Kunst und Technologie in Riga erteilt seit 2009 regelmäßig Masterkurse.

## Ausstellungen (Auswahl)
- 2022 SeenUnseen, Galerie Art-OF, Offenbach
- 2021 The Body Of Drawing #3 Trace / Spur, Maison de Heidelberg, Montpellier
- 2021 CIRCLE 90-minütiger Performance, Ljubljana
- 2021 Retrospektiv VAN GOGH TV DFG Forschungsprojekt
- 2019 Listen to the Image, Look at the Sound, „Kai 10“, Düsseldorf.[5]
- 2018 TABLEAU VIVANT Performance seit 2006 , Berlin
- 2018 DER FALL III Performance und Installation Mit Ole Wulfers
- 2018 MIMI freie Improvisation, am Ende aufgelöst im Gayatri-Mantra nit Mikhail Ognianer, Berlin
- 2017 FRIGO Generation 78/90, Musée d’Art Contemporain de Lyon.[6]
- 2017 Emotional Logic Systems, Vorstellung der „REGENMASCHINE“, City Art Gallery, Ljubljana, und Tobacco 001 Cultural Centre, Ljubljana
- 2016 Flatware before the big storm, Einzelausstellung in der Anna Klinkhammer Galerie, Düsseldorf.[7]
- 2016 HAMMERPARTY Performance Mit Myriam Doumi, Kai Degner, N.U. Unruh, Ole Wulfers, Ronald Gonko
- 2015 K(I)M concert at Überraschung
- 2013 Mike Hentz - Gästezimmer – ein kulturelles Konzept, Kunstverein Loitz, 20. September – 3. November 2013[8]
- 2010 PUZZLE – Die Sammlungsausstellung 2010, Galerie für Zeitgenössische Kunst, Leipzig
- 2010 MAULtrommel und poetry, Performer Stammtisch KuLe, Berlin
- 2008 Vertrautes Terrain – Aktuelle Kunst in und über Deutschland, ZKM, Karlsruhe
- 2007 Galerie „Kunstpunkt“, Berlin
- 2007 Dreams & Beauty, Posen
- 2006 Offside Festival, Poreč
- 2006 Lichtfestival Heusteig, Stuttgart
- 2006 Immodestiale 06, Ludwigsburg
- 2006 Vogelgrippe – A hommage to Carl Vogel, Galerie Oel-Früh, Hamburg[9]
- 2006 Medium Fotografie, Galerie „Stampa“, Basel
- 2005 The Future of Art – Education Akademie der Bildenden Künste, Stuttgart
- 2005 Children Arts Biennale, Posen
- 2005 MICROGAMMA "Sparkassensessions" , Main
- 2004 Video – Bildsprache des 21. Jahrhunderts NRW-Forum, Düsseldorf
- 2004 DJ set aus serious pop zurka (extreme party), Vienna
- 2000 Schwarzarbeit[10], 4. Werkleitz Biennale 2000, 1st Version „Schwarzarbeit“ performanceinstallation, Werkleitz Zentrum für Medienkunst, Halle
- 1999 Mental Landscapes, im „Eisenwerk“ Frauenfeld, „Can“, Neuchâtel, „Helmhaus“, Zürich
- 1997 Hermes-Projekt, Zürich
- 1996 Interflugs – Künstlerinnengespräche, Universität der Künste Berlin
- 1996 Bahomas Kunstverein Cuxhaven
- 1992 documenta 9, Kassel mit Van Gogh TV
- 1987 documenta 8, Kassel mit Minus Delta t
- 1987 DEATH OPERA Minus Delta t extract of a triple LP, Aufgenommen in Frigo und Radio Bellevue – Frankreich, Wasserburg – Deutschland, Factory Wetzikon – Schweiz, Ars Electronica – Österreich, Kerala – Indien, Atatak Studios Düsseldorf – Deutschland, White House Studios Köln – Deutschland, Challenge Studios Les Dombes – Frankreich, Belvedere Studios Wien - Österreich.

## Diskographie
- CODE PUBLIC - "OIRAT", Q.E.D. (Vinyl, 1988)
- Minus Delta t / Bangkok Project (ATA TAK-THE COLLECTION/BOX2 -EXPERIMENTAL, CD, 2011)
- Tongue, Cologne Music Connection (CD, 2008)
- sessions hentz, festival Ushallam (CD, 1996)
- Sample Minds (CD, 2001)
- Sic parvis magma (CD, 2011)
- MIST featuring YUKO (CD, 2010)
- HUBWEBER HENTZ IMPROVISATIONS (CD, 2005)
- The RotTT (CD, 2007)
- MICROGRAMA MEDIUM EXTENDED ft.MIKE HENTZ (DVD, 2004)
- Cologne Music Connection live im Friedenspark 3rd set (CD, 2006)
- NO WAY NORWAY, poetry session (CD, 2002)
- 11 Tune, Cologne Music Connection (CD,)